# Хеннебергер, Мориц
Мориц Хеннебергер (нем. Moriz Henneberger, 16 октября 1878, Базель — 7 апреля 1959, там же) — швейцарский шахматист, журналист и шахматный композитор. Пятикратный чемпион Швейцарии (1899, 1906, 1909, 1911, 1914 гг.). В составе сборной Швейцарии участник шахматной олимпиады 1928 г.
В области шахматной композиции занимался составлением этюдов. В 1915—1916 гг. он опубликовал ряд этюдов, имеющих значение для теории эндшпиля с разноцветными слонами. Позже он составил 40 этюдов на тему бешеной ладьи. Опубликовал ряд книг на шахматные темы. С 1949 по 1956 гг. был редактором отдела задач журнала «Schweizerische Schachzeitung».
Был профессором математики Базельского университета.

## Книги

### Математика
- Beiträge zur Theorie der Integrale der Bernoullischen Funktion, Bern, 1902.

### Шахматы
- J. Juchli’s Schachprobleme (в соавт. с А. Уайтом), Bern, 1908.
- Das Kriegspiel: eine Abart des Schachzpiels, Bern, 1915.
- Alpine chess, a collection of problems by Swiss composers, Stroud, 1921.
- W. Preiswerk Schachprobleme (1949).

## Спортивные результаты
| Год  | Город   | Соревнование                               | + | − | = | Результат | Место |
| ---- | ------- | ------------------------------------------ | - | - | - | --------- | ----- |
| 1899 | Лозанна | Чемпионат Швейцарии                        |   |   |   |           | 1     |
| 1906 | Базель  | Чемпионат Швейцарии                        |   |   |   |           | 1—2   |
| 1909 | Цюрих   | Чемпионат Швейцарии                        |   |   |   |           | 1     |
| 1911 | Давос   | Чемпионат Швейцарии                        |   |   |   |           | 1—4   |
| 1914 | Монтрё  | Чемпионат Швейцарии                        |   |   |   |           | 1—2   |
| 1928 | Гаага   | II Олимпиада (сборная Швейцарии, запасной) | 2 | 6 | 2 | 3 из 10   |       |